# اکینسیلار، بارتین
اکینسیلار، بارتین (به لاتین: Akıncılar, Bartın) یک منطقهٔ مسکونی در ترکیه است که در استان بارتین واقع شده‌است.

## خصوصیات
اکینسیلار ۷۶۸ نفر جمعیت دارد.